# 阿德里安·特呂費爾
阿德里安·利利昂·加埃唐·特呂費爾（法語：Adrien Lilian Gaëtan Truffert；2001年11月20日—），法國職業足球運動員，司職左後衛，現效力英超球會般尼茅夫。

## 俱樂部生涯
特呂費爾於2001年11月20日出生於比利時列日，他的父母出於特殊原因而搬家，在厄爾-盧瓦省的一個市鎮茹伊長大，位於巴黎西南約100公里處。
從父親那裡繼承了足球的喜愛，他的弟弟弗洛里安也是一名足球運動員，他開始在ES Jouy Saint-Prest踢足球，一直待到2010年，直到他搬到沙特爾。這給了他在2015年加盟雷恩足球俱樂部的機會。
在球隊，特呂費爾立即展示了自己的技術和身體素質，贏得了17歲以下和19歲以下國家錦標賽冠軍，並成功進入了法國18歲以下和19歲以下國家隊。上個賽季，特呂費爾代表雷恩U19球衣，也有機會在歐洲青年聯賽中出場（他有4次出場）。
特呂費爾在新冠病毒爆發之前就進入了一線隊，但是由於停賽，沒有在更早的時候就在頂級賽場首次亮相。
2020年5月，特呂費爾與雷恩足球俱樂部簽署首份職業合同，同一年的9月19日，他在對陣摩納哥的比賽中上演了一線隊首秀，並收穫1粒進球和1次助攻。

## 國家隊生涯
特呂費爾曾是法國U18國青隊的一員，而在2019年9月5日，他為法國U19國青隊上演首秀，並打進1球。
特呂費爾的父母曾在比利時列日工作，他本人也是在比利時出生，並擁有比利時護照。2021年3月，比利時國家足球隊主帥就想徵召他入隊，但遭到拒絕。
2022年9月20日，頂替入選國家隊的盧卡斯·迪涅因傷無法參加比賽，由特呂費爾入替。

## 外部連結
- 法國足球協會上的阿德里安·特魯弗特 （页面存档备份，存于）
- 法國足球協會上的阿德里安·特魯弗特